# 32810 Steinbach
32810 Steinbach este un asteroid din centura principală de asteroizi.

## Descriere
32810 Steinbach este un asteroid din centura principală de asteroizi. A fost descoperit pe 10 octombrie 1990 la Tautenburg de Lutz Dieter Schmadel și Freimut Börngen. Asteroidul prezintă o orbită caracterizată de o semiaxă mare de 2,34 ua, o excentricitate de 0,18 și o înclinație de 1,8° în raport cu ecliptica.